# SC Opel 06 Rüsselsheim
Maillots
Le SC Opel Rüsselsheim est un club allemand de football, localisé à Rüsselsheim dans la Hesse.

## Histoire
Le club fut fondé le 12 août 1906 sous l’appellation SC Borussia 06 Rüsselsheim. Dans les années 1920, le club fusionna avec le club gymnique Turngesellschaft Rüsselsheim. Le club prit alors le nom de SC Opel 06 Rüsselsheim car un grand nombre de ses membres travaillaient dans le siège local du fabricant d’automobiles Opel. Cependant, le club fut toujours indépendant de l’entreprise. Dans les classements officiels et les archives, il fut longtemps renseigné sous la simple dénomination SC Rüsselsheim car l’emploi de marques commerciales fut longtemps interdit, ou mal vu.
En 1932, le club remporta son championnat régional contre le FSV Mainz 05. L’année suivante, les Nazis arrivèrent au pouvoir et exigèrent une réforme des compétitions. Seize ligues régionales furent alors formées, les Gauligen.
En 1935, le SC Opel 06 accéda à Gauliga Südwest/Main-Hessen, mais en fut relégué au bout d’une saison. Le cercle y rejoua lors des saisons 1937-1938 et 1939-1940 mais dut aussi redescendre directement. En 1941, cette ligue fut scindée en deux compétitions distinctes. Le SC Rüsselsheim remonta dans la Gauliga Hessen-Nassau de 1942 à 1944, c'est-à-dire les deux derniers championnats disputés pendant la Seconde Guerre mondiale.
En 1945, le SC Opel 06 fut dissous par les Alliés, comme tous les clubs et associations allemands (voir Directive n°23), mais fut assez rapidement reconstitué.
Comme pratiquement tous les clubs des régions Sud, couvertes par les zones d’occupation américaine et française, le club retrouva rapidement le chemin d’une compétition structurée. Le SC Opel 06 Rüsselsheim fut versé dans la Landesliga Hessen (2e niveau de l’époque).
En 1947, la DFB instaura les Oberligen (5 ligues régionales) comme élite nationale. Le SC Opel 06 glissa alors au 3e puis 4e niveau sous l’Oberliga Süd et la 2. Oberliga Süd.
En 1950, le club remonta en Landesliga Hessen pour quatre saisons. Il resta dix dans les ligues inférieures puis connu sa meilleure période. En 1964, le SC Opel 06 Rüsselsheim remonta en 1. Amateurliga Hessen (à l’époque niveau 3), dont il remporta le titre au terme de la saison 1964-1965. Cela permit au club de monter en Regionalliga Süd.
Le club évolua au niveau 2 pendant sept saisons consécutives. Son meilleur classement y fut une 11e place (sur 18) obtenue en 1968. À la fin du championnat 1971-1972, le SC Opel 06 redescendit en 1. Amateurliga Hessen. Dès sa saison de retour au niveau 3, le club presta un championnat correct mas fut tout de même relégué au 4e étage.
Le club avait quitté la deuxième division avec un passif de près d’un demi million de Deutsche Marks. Par chance une erreur administrative au niveau de la fédération préserva le club d’une disparition forcée pour cause de faillite.
Le club se débattit fréquemment contre des soucis financiers et ne disposa jamais du budget nécessaire pour rester dans les plus hautes séries. Il plongea donc dans la hiérarchie allemande.
À la fin des années 1980, le SC Opel 06 tenta une remontée mais s’arrêta en Bezirksliga (niveau 5). Mais peu après, le club évita de nouveau la dissolution à cause de finances précaires.

## Palmarès
- Champion de l’Amateurliga Hessen: 1965.